# Cant beneventà

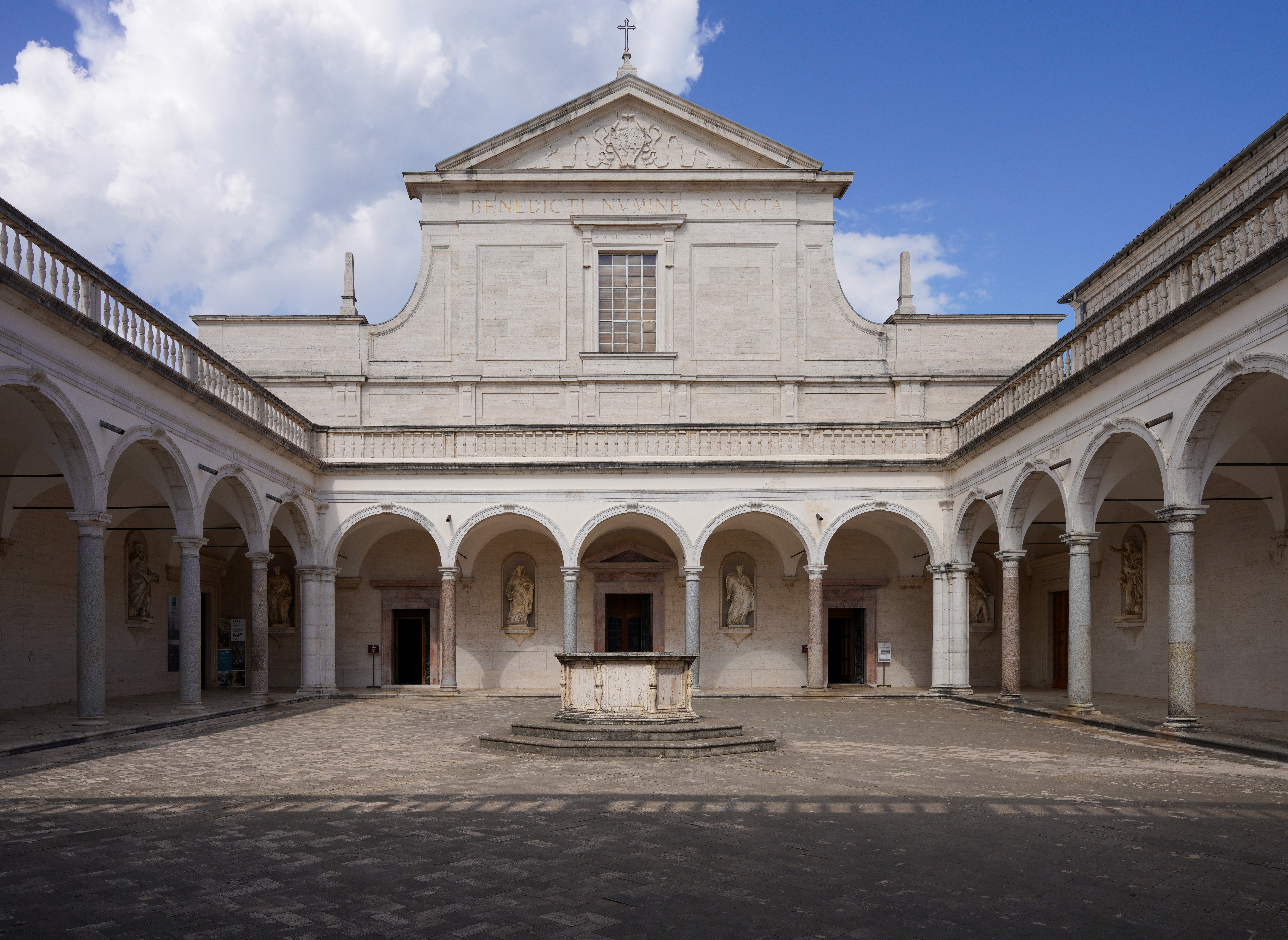
La façana de l'església de Montecassino

El Cant beneventà és un repertori litúrgic de cant pla de l'Església catòlica, utilitzat principalment en l'òrbita dels centres eclesiàstics de Benevent i Montecassino del sud d'Itàlia. És diferent del cant gregorià i està relacionat amb el cant ambrosià. Va ser oficialment substituït pel cant gregorià del ritu romà al segle xi, encara que alguns cants beneventans d'interès local es van mantenir en ús.

## Història
Durant l'ocupació  llombarda dels segles vii i viii, va sorgir un ritu litúrgic i una tradició de cant pla distintius a Benevent. En ell s'incloïen les festes locals d'especial importància, com els Dotze Germans Sants de Benevent. En aquell moment va ser nomenat cantutes ambrosianus  ("Cant ambrosià"), encara que és una tradició de cant pla separada del cant de Milà, que es denomina cant ambrosià. L'ús comú del nom cantutes ambrosianus, la influència comuna dels llombards tant a Benevent com a Milà, i les similituds musicals entre les dues litúrgies i tradicions de cant suggereixen una influència llombarda en els orígens del cant de Benevent.
El cant gregorià ja havia començat a prendre força en la zona de Benevent al segle viii. Les dues tradicions semblen haver coexistit prop d'un segle abans que el cant gregorià comencés a substituir el nadiu de Benevent. Molts cants beneventans només existeixen com a interpolacions i addicions en llibres de cant gregorià, de vegades al costat dels cants corresponents del repertori gregorià. Les influències eclesiàstiques externes, per exemple dos abats alemanys a Montecassino en el segle xi, van portar una creixent insistència en el ritu romà i el cant gregorià en lloc de les tradicions locals beneventanes. Un d'aquests abats més tard es va convertir en el Papa Esteve IX, que el 1058 va prohibir oficialment el ritu i el cantbeneventà. Uns pocs cants beneventans van continuar sent registrats i interpretats durant un temps, sobretot per a les festes locals d'importància, com els Dotze Germans Santos, que no tenen el seu equivalent en el gregorià. Tanmateix, el repertori de Benevent en el seu conjunt va caure en desús. Això va ser commemorat en una llegenda sobre un concurs de cant entre un cantor gregorià i un beneventà, que va finalitzar en victòria per al repertori gregorià, quan el cantor de Benevent es va desmaiar per l'esgotament.

## Característiques generals
El cant beneventà és en gran part definit per la seva funció a la litúrgia del ritu beneventà, que està més estretament relacionat amb la litúrgia del ritu ambrosià que amb la del ritu romà. El ritu de Benevent no s'ha conservat en la seva forma completa, encara que la majoria de les principals festes i diverses celebracions d'importància local es conserven. Aquesta litúrgia sembla haver estat menys completa, menys sistemàtica i més flexible que la del ritu romà. A molts cants] els van ser assignades múltiples funcions en ésser inserits en els llibres de cant gregorià, apareixent sense fer diferència com ara antífones, ofertoris i comunions.
Com tot cant pla, el cant beneventà és monòdic i a cappella. És abans per ser cantat per homes d'acord amb la tradició catòlica. Les melodies són melismàtiques i ornamentades com als altres repertoris de cant] italià, el cant romà antic i el cant ambrosià. El moviment melòdic és predominantment per graus conjunts, amb un àmbit limitat, que donen als cants un aspecte ondulat. A diferència dels ambrosians, als cants beneventans no s'especifica si està destinat a ésser cantat pel cor o per un cantant en particular. Els cants quasi en la seva totalitat finalitzen en un dels dos tons, Sol o La i, per tant, no encaixen en el sistema gregorià de vuits modes.
El que més distingeix aquest cant és l'ús freqüent i continu de diversos motius melòdics curts. Encara que aquesta tècnica s'utilitza en altres tradicions de cant, com la centonització de les fórmules melòdiques en els graduals gregorians, és utilitzat amb molta més freqüència al cant beneventà que en les altres tradicions de cant pla occidental.

## Formes musicals

### Els cants de la missa
Amb rares excepcions, solament es conserven els cants propis de la missa, que són els cants que varien segons la festa. Igual que en el ritu ambrosià, un triple Kyrie es cantava en una melodia senzilla a continuació del Gloria in excelsis Deo, però aquest no era equivalent al Kyrie més complex del repertori gregorià. Al ritu de Benevent, el «propi de la missa» incloïa Introit, Al·leluia, Ofertori, Comunió, i en sis misses existents, un gradual. Les Ingressae, com en el ritu ambrosià, són elaborats cants sense versicles de salms. Són anàlogues al  pròleg gregorià. Els Al·leluies apareixen a totes les misses, excepte les de Setmana Santa. La majoria comparteixen una única melodia. Ofertoris i Comunions són melòdicament més simples. Algunes misses tenen dos cants de Comunió. Alguns cants de Comunió apareixen a altres serveis com el cant de l'ofertori, o bé, com una antífona simple.

### Els cants de l'ofici
Moltes antífones de Benevent en tenen salmòdia, però no es pot distingir cap estil beneventà concret en les fonts gregorianes on sobreviu. A diferència del ritu ambrosià, no hi ha cap servei especial per a la nit, però es conserven unes cinquanta antífones, i cinc responsoris. Només les antífones per als serveis de diumenge han sobreviscut. Les antífones i els responsoris presenten molt de material melòdic compartit.